# Tvornica lutaka
Tvornica lutaka zagrebačko je kazalište za djecu i mlade. Kazalište je osnovano 2005. godine, iako kao umjetnička organizacija djeluje još od 2003. godine. Kazalište su osnovali lutkarica i glumica Petra Radin, koja obnaša funkciju umjetničke voditeljice, te glumac Leon Lučev, koji je obnašao funkciju ravnatelja do 2011. godine kada je na tu dužnost stupio redatelj Mario Kovač.
Kazalište Tvornica lutaka od 2011. godine smješteno je u prostorijama nekadanjeg kina Grič u Zagrebu gdje redovno izvodi svoj repertoar naslova za djecu. Surađuju s brojnim poznatim glumcima (Filip Šovagović, Ecija Ojdanić, Filip Detelić, Vilim Matula, Dražen Šivak, Nina Violić, Luka Petrušić...) te kazališnim redateljima (Krešimir Dolenčić, Anica Tomić, Damir Klemenić).
Kazalište osim predstava na svojoj sceni često gostuje na brojnim dječjim festivalima u zemlji i inozemstvu, kao i u drugim vidovima druženja s djecom (predstave u vrtićima, školama, domovima kulture, učilištima, dvoranama i na trgovima).
Rad kazališta nagrađivan je brojnim nagradama diljem Hrvatske te u inozemstvu.

## Vanjske poveznice
- Mrežne stranice kazališta Tvornica lutaka, www.tvornicalutaka.hr  Arhivirana inačica izvorne stranice od 31. prosinca 2011. (Wayback Machine)